# ایزابلا اسکوبار
 ایزابلا اسکوبار (انگلیسی: Isabella Escobar؛ زاده ۱۲ اوت ۱۹۹۲) یک تنیس‌باز اهل گواتمالا است.